# Anastácio Silveira de Sousa
Anastácio Silveira de Sousa (Desterro, 21 de março de 1809 — Desterro, 5 de março de 1880) foi um político brasileiro.

## Biografia
Filho de Narciso José da Silveira e de Maria Joana de Jesus.
Foi deputado à Assembléia Legislativa Provincial de Santa Catarina na 16ª legislatura (1866 — 1867) e na 17ª legislatura (1868 — 1869).
Foi reformado como tenente-coronel da Guarda Nacional, em 10 de abril de 1863.